# Carl Johan Lidbeck
Carl Johan Lidbeck, född 5 mars 1774 och död 28 juli 1817, var en svensk vetenskapsman.
Carl Johan Lidbeck föddes i Lund som son till Erik Gustaf Lidbeck och hans hustru Klara Grape. Sedan han med utmärkt beröm vid Lunds universitet genomgått bergsexamen, antogs han 1793 till auskultant i Bergskollegium och blev året därefter ämnessven i masmästeriet på Jernkontorets stat. 1795–1796 studerade han under direktör Johan Carl Garney masugnsbyggnadskonsten och befordrades sistnämnda år till övermasmästare i södra distriktet. 1803–1805 genomförde Lidbeck för mineralogiska studier en resa genom Danmark, Tyskland, Nederländerna och Frankrike och avlämnade vid sin hemkomst till järnkontoret en Afhandling om brunstens inflytande på tackjärnet, jämte en Berättelse om bergverken i Nassau med flera orter, vilka arbeten av brukssocieteten belönades med en större guldmedalj och en personlig löneförhöjning. Tillsammans med Eric Thomas Svedenstjerna utgav han 1807–1811 Samlingar i bergsvetenskapen och erhöll 1814 brukssocietetens uppdrag att i överensstämmelse med vetenskapens ökande anspråk omarbeta Garneys arbete: Handledning till svenska masmästeriet.